# David Miliband
David Wright Miliband (Londen, Engeland, 15 juli 1965)  is een voormalig Brits politicus van de Labour Party.
Hij studeerde aan de Universiteit van Oxford. Tot mei 2010 was hij Minister van Buitenlandse Zaken van Groot-Brittannië. Na de verkiezingsnederlaag van mei 2010 was hij schaduwminister van Buitenlandse Zaken. Op 25 september 2010 kozen de leden van de Labour Party zijn broer Ed Miliband als nieuwe partijleider. Hij verloor van zijn jongere broer met een nipt verschil.
- Bibliothèque nationale de France: cb124313166 (data)
- Gemeinsame Normdatei: 171300076
- International Standard Name Identifier: 0000 0000 7778 7658
- Library of Congress Control Number: n94047115
- Nationale Bibliotheek van Letland: 000083989
- Nationale Bibliotheek van Israël: 987007425489205171
- Nationale Bibliotheek van Polen: a0000003108760
- Nederlandse Thesaurus van Auteursnamen: 125305761
- LIBRIS: 334583
- Système universitaire de documentation: 03344904X
- Virtual International Authority File: 12399402
- WorldCat: E39PBJyhdPmXcQWtbHD4w8D6rq